# 帕尔梅兰迪亚
帕尔梅兰迪亚是巴西马拉尼昂州的一个市镇。总面积525.633平方公里，总人口18119人，人口密度34.5人/平方公里。